# Burg Stixenstein

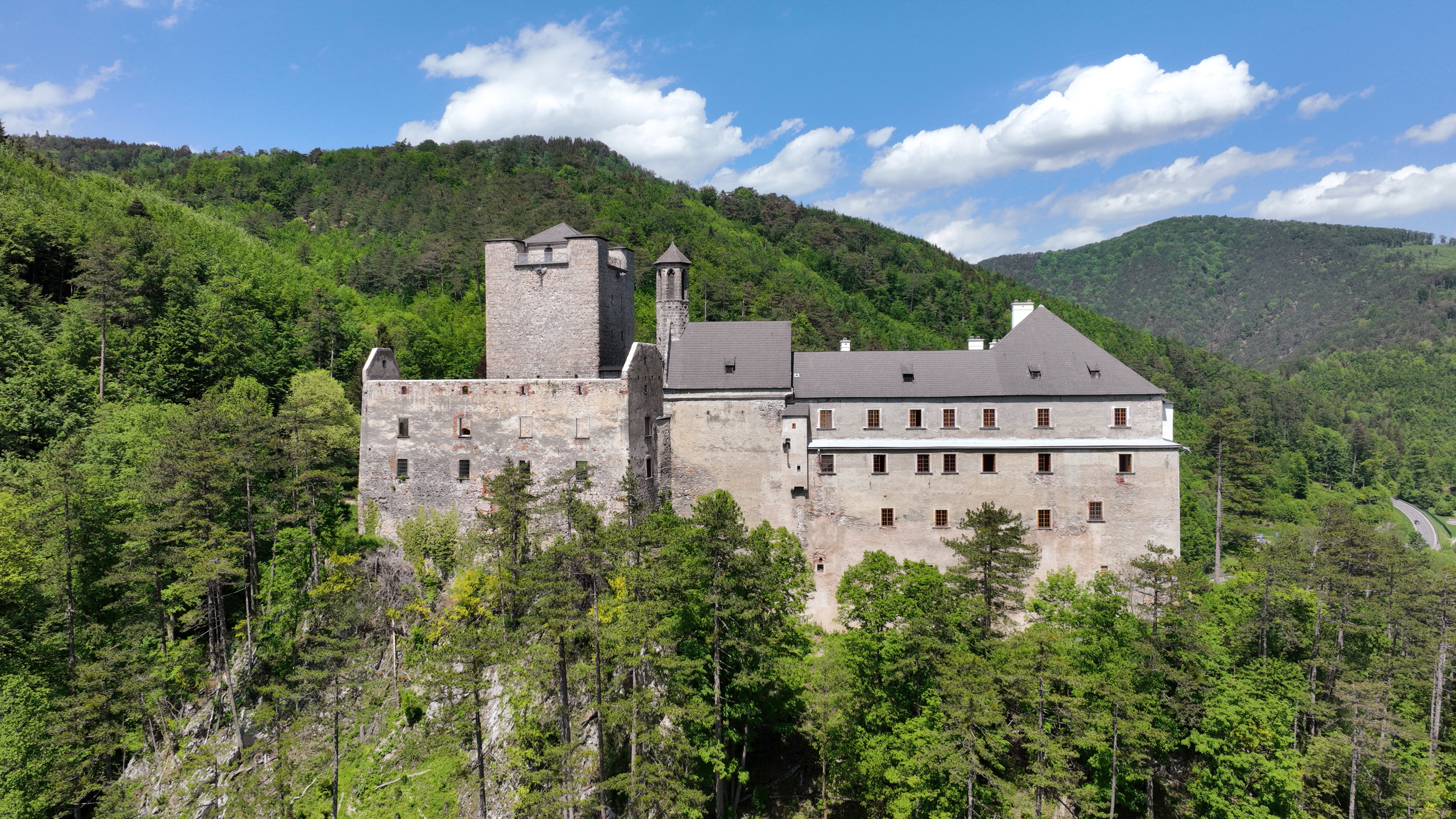
Südansicht der Burg Stixenstein

Die Burg Stixenstein ist eine mittelalterliche Höhenburganlage in Stixenstein, einer Rotte der Stadtgemeinde Ternitz, in Niederösterreich. Sie liegt auf einer Anhöhe über dem Sierningtal. An der Straße zwischen Sieding und Puchberg am Schneeberg befindet sich eine ehemalige Talsperre, durch die auch heute noch die Straße führt. Die Burg steht unter Denkmalschutz.

## Geschichte

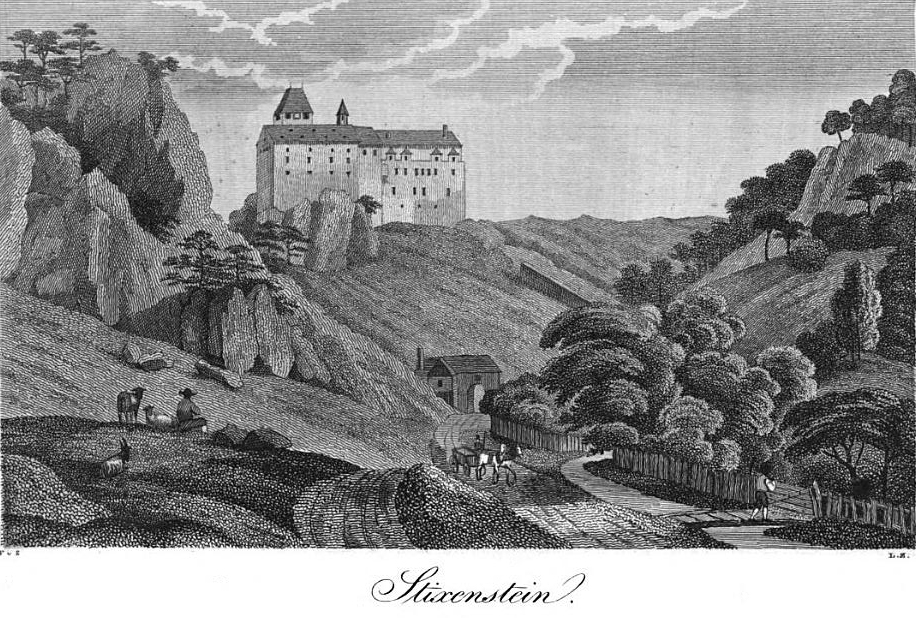
Stixenstein; Gemälde von Franz Xaver Schweickhardt aus dem Jahr 1833

Die Burg wurde wahrscheinlich im 12. Jahrhundert errichtet. Von hier stammten wohl die Stuchse (Stüchse, der alte Name ist Stuchsenstein), die ab dem späteren 12. Jahrhunderts Stuchs von Trautmannsdorf genannt wurden, da sie als Ministerialen der steirischen Markgrafen die Burg Trautmannsdorf besaßen.
1347 wurde die Burg nach einem Brand erneuert und wurde ab 1350 vom Landesfürsten verwaltet. Das Geschlecht der Stuchsen erlosch 1426.
1487 wurde die Burg von den Ungarn unter Matthias Corvinus erobert, fiel aber schon 1490 an die Habsburger zurück.
Am 28. November 1520 wurde die Burg von Kaiser Maximilian I. an Marx Treitzsaurwein übergeben. Nach dessen Tod 1527 ging sie in den Besitz seiner Witwe Barbara geb. Keckh über, die sie 1531 an ihren Schwiegersohn Wolfgang Strein zu Schwarzenau übergab.
1547 ging der Besitz auf die Hoyos über. Von denen wurde der Ansitz 1549 renoviert. Die Anlage wurde 1735 und 1803 durch weitere Brände schwer beschädigt und bis 1832 nur teilweise wiederhergestellt.
Seit 1937 befindet sich die Burg im Eigentum der Gemeinde Wien. Sie wird heute als Veranstaltungsort genutzt. 1996 entschlossen sich die Städte Wien und Ternitz, das Schloss zu sanieren und für die Öffentlichkeit zugänglich zu machen. Zu diesem Zweck wurde der Verein Freunde des Schlosses Stixenstein gegründet. Bis Ende 2018 sollen Sanierungsarbeiten um 274.000 Euro durchgeführt werden.
Im November 2023 wurden im Beisein des Wiener Bürgermeisters Michael Ludwig und des Ternitzer Bürgermeisters Rupert Dworak zwei neue Glocken für das Schloss eingeweiht.